# Martha Scott
Ellen Martha Scott (Jamesport, 22 de setembro de 1912 - Los Angeles, 28 de maio de 2003) foi uma atriz americana. Ela foi destaque em filmes importantes como Os Dez Mandamentos (1956), de Cecil B. DeMille, e Ben-Hur (1959), de William Wyler, interpretando a mãe do personagem de Charlton Heston em ambos os filmes. Atuou no papel de Emily Webb em Our Town de Thornton Wilder na Broadway em 1938 e mais tarde recriou o papel na versão cinematográfica de 1940, pela qual foi indicada ao Oscar de Melhor Atriz.

## Primeiros anos
Scott nasceu em Missouri, filha de Letha McKinley e Walter Scott, um engenheiro, a mãe dela era prima de segundo grau de William McKinley, ex-presidente dos Estados Unidos. Já no ensino médio, Scott já se mostrava interessada em ser atriz, e começou a atuar em peças de Shakespeare em Chicago (1933-1934).

## Carreira
Scott, posteriormente, foi para Nova York, onde foi escolhida como a Emily original na produção da Broadway Our Town. Com seu filme de estréia no cinema Our Town, em 1940, recebeu uma indicação ao Oscar de Melhor Atriz por seu desempenho de Emily Webb, aclamado pela crítica. Scott coestrela com William Holden, que faz o papel de George Gibbs.
Ela apareceu em filmes como The Howards of Virginia, Cheers for Miss Bishop, One Foot in Heaven, The Desperate Hours, Os Dez Mandamentos, Ben-Hur, Aeroporto 1975 e The Turning Point.
Em ambos, os Dez Mandamentos e Ben-Hur, interpretou a mãe de Charlton Heston. Casou-se produtor e locutor de rádio Carlton Alsop, em 1940, e com o pianista e compositor de jazz Mel Powell, em 1946.

## Morte e legado
Ela morreu em 2003 aos 90 anos de causas naturais e foi enterrada ao lado de seu marido, Mel Powell, no Cemitério Maçônico em Jamesport.
Scott tem uma estrela na Calçada da Fama, ao lado do Teatro Fonda.